# Lijst van personages uit Yu-Gi-Oh! GX
Dit is een lijst van personages uit de animatieserie Yu-Gi-Oh! GX en de bijbehorende mangaserie.

## Jaden Yuki
(遊城 十代 Yūki Jūdai) Jaden is een vriendelijke jongen die plezier heeft met bijna elk duel dat hij speelt. Hij speelt vooral op instinct met zijn elemental-hero deck. Hij hoort bij de Slifer Red afdeling. Hij is allesbehalve de slimste in zijn afdeling, maar zijn instinct maakt alles goed. Onderweg naar het ingangsexamen van de school botst hij tegen Yugi aan. Die geeft hem de kaart Winged Kuriboh. Jaden kan om de een of andere reden de geest van Winged Kuriboh zien. Door het verhaal heen beschermt Winged Kuriboh Jaden. Hij maakt vele dingen mee, zo wordt hij bijvoorbeeld bijna van school gestuurd omdat hij een verboden afdeling betrad. Daarnaast moet hij ook zijn school vertegenwoordigen in een duel, en heeft hij te maken met de Seven Stars die het op drie legendarische kaarten munten. 
In het tweede seizoen arriveert een nieuwe duellist, genaamd Aster Phoenix. Ook hij heeft een Hero-deck die uiteindelijk Zane verslaat en uitgebreid is met de nieuwe Destiny-Hero series. Jaden wordt ook verslagen en moet naar een nieuw deck zoeken. Deze krijgt hij door te reizen naar een andere dimensie (Neo Space), waar tekeningen die hij heel vroeger maakte tot leven komen en ook zijn nieuwe deck vormt. Ze heten de zogenaamde Neo-Spacians. Hiermee keert hij terug en verslaat hij Aster. Uiteindelijk verslaat Jaden ook Sartorius.
In het derde seizoen wordt hij goede vrienden met Jesse Andersen van een North Academy. De vriendschap is zo hecht dat wanneer Jesse in een andere dimensie is achtergebleven, Jaden hem gaat zoeken. Terwijl hij in deze dimensie is, laait het kwaad binnen in hem op en verandert hij in de Supreme King (Haou in de Japanse versie). Uiteindelijk wordt hij door zijn vrienden bevrijd en duelleert hij tegen Yubel, die Jesse in haar macht heeft. 
Maar tijdens het duel ontdekt Jaden dat hij Supreme King was in een vorig leven en dat Yubel veel voor hem heeft gedaan (daarom was ze vaak jaloers op Jadens vrienden). Jaden besluit om zich voorgoed met Yubel te herenigen en gebruikt Super polymerization om zijn ziel met die van haar te fuseren. Hierdoor wordt Jaden een half mens/half duel monster en verkrijgt hij enkele bovenmenselijke vaardigheden.
Jaden heeft zijn eigen 'catchphrase' op het einde van zijn duels die verschilt in de Engelse en Japanse versie:
In het Engels zegt hij 'That's game!'
In het Japans zegt hij 'Gotcha!'
Decks:
In het eerste seizoen heeft hij een normaal Elemental Hero deck. 
In het tweede seizoen, nadat hij door Sartorius zijn kaarten niet meer kan zien, maakt hij een nieuw deck uit de ontwerpen die de ruimte in waren gestuurd. Als hij eenmaal weer zijn oude kaarten kan zien, combineert hij de twee deck en ontstaat het Neos deck, die vooral gaat om de Contact-Fusion tussen Neos en de Neo-Spacians.
Zolang Jaden de Supreme King is, speelt hij met het Evil Hero deck, verderfelijke en duivelse vormen van de Elemental Hero's.
Sterkste Kaart: 
Elemental Hero Divine Neos

## Andere hoofdpersonages

### Syrus Truesdale
(丸藤 翔 Marufuji Shō)
Syrus is een jongen die iets doet wat bijna onmogelijk is: hij krijgt lagere cijfers dan Jaden. Zijn oudere broer (Zane) lijkt hem niet te zien staan dus kijkt hij op naar Jaden als een oudere broer (hij noemt hem in de Japanse serie Aniki wat iets heeft van grote broer).
Hij is Jadens beste vriend, maar kan er niet altijd tegen dat Jaden hem plaagt of domme toestanden meemaakt. Ook hij zit in Slifer Red.
In het tweede seizoen wint hij een duel tegen een meisje uit Obelisk Blue, wat hem een plaats oplevert in Ra Yellow. Eerst twijfelt hij of hij die plaats wil nemen, maar Jaden overtuigt hem van te gaan, omdat hij al zo lang droomt van een betere woonplaats dan de slaapplaats van Slifer Red. In het 3de seizoen wordt Syrus Obelisk blauw tegen wie hij heeft gewonnen is onbekend. Hij geeft in het 3de seizoen ook nog is obelisk op maar later draagt die weer zijn obelisk blauw pak.
In Seizoen 3, als zijn broer tegen de Psycho-Style duellist moet, en door zijn hartproblemen in elkaar zakt, neemt hij het duel over. Als hij 3 dagen de tijd krijgt om het Deck van zijn broer te beheersen, past hij het deck samen met Jaden aan naar zijn 3devorm: Cyber, Cyberdark, en Roid. Met dit Deck wint hij het duel, en als zijn broer hem bekent dat hij hem ver vooruit is gegaan door te winnen, besluiten ze samen een nieuwe soort Pro-League te creëren Tevens krijgt hij het Deck van zijn broer die besluit een nieuw te gaan maken.
Later, als hij in de wereld van Darkness gevangen zit, twijfelt hij eraan of dit wel een succes wordt, maar deze twijfel was verdwenen na een aanmoedigend woord van Judai aan de hele wereld.
Zijn deck bestaat uit Vehicroids; Machine-monsters die een leven lijken gekregen te hebben. De sterkste kaart is de Super Vehicroid Stealth Union

### Chumley Huffington
(前田 隼人 Maeda Hayato)
Chumley is een jongen die al een tijdje in Slifer Red zit en allesbehalve goede resultaten behaald, zodat hij de hoop meestal vlug opgeeft. Hij ziet eruit als een koala en houdt er ook van. Net zoals Jaden heeft hij een geest van een Duel Monster die hem beschermt: Des Koala.
Chumleys deck is een Australiëdeck, vooral gevuld met koala's, maar dankzij de hulp van Jaden en Syrus zitten er nu ook panda's, kangoeroes en andere dieren in.
Chumley droomt eigenlijk niet van een topduellist te worden, maar een designer van kaarten voor Duel Monsters. Die droom komt uiteindelijk ook uit.
Bij Pegasus.
Sterkste Kaart: Master of Oz

### Alexis Rhodes
(天上院 明日香 Tenjōin Asuka
Alexis is een meisje met topresultaten. Daardoor zit ze ook in Obelisk Blue. Hoewel de meeste Obelisk-studenten de Slifers pesten, doet zij daar niet aan mee. Ze is eerder geïntrigeerd door Jaden en zijn stijl van duelleren. Haar broer is een tijd geleden verdwenen in de verboden afdeling. Ze probeert hem terug te vinden, maar slaagt daar pas in als de Seven Stars op de proppen komen.
's Avonds spreekt ze altijd af met Zane aan de vuurtoren voor een dagelijks praatje. De twee zijn niet samen, maar dit is hun manier om hun hart op te luchten.
Alexis deck is een Cyber Sportmeisjes deck.
In het begin heeft Alexis al gevoelens (liefde) voor Jaden.
Sterkste Kaart: Cyber Angel Dakini

### Zane Truesdale
(丸藤 亮 Marufuji Ryō)
Zane is de beste duellist op school. Logischerwijze zit hij dan ook in Obelisk Blue. Iedereen kent hem en aanbidt hem, zelfs de leerkrachten (In het Japanse wordt hij aangesproken met zijn de "titel" Kaiser Ryou). Hij is de oudere broer van Syrus, maar negeert dat feit, zolang Syrus niet weet hoe hij zijn kaarten góéd kan gebruiken. Hij blijft bij alles wat gebeurt in en rond de school neutraal. Hij kan altijd zijn koele personaliteit behouden, ook al is dat voor iedereen moeilijk. De enige keer waar hij zijn koelbloedige persoon verloor is wanneer Camula Professor Crowler in een pop verandert (nadat die een duel verloor tegen Camula) en dreigt van iedereen in haar weg een pop te veranderen.
Zijn deck is gebaseerd op de Cyber Dragon. In seizoen 2 wordt hij door de Elemental Hero-deck van Aster Phoenix verslagen en wordt hij uit de Pro-League geknikkerd. Hij revancheert zich door in de zogenaamde Underground-League de titel op te eisen. Hij gaat terug naar de oude school waar hij zijn Cyber End Dragon heeft gekregen en vecht daar met Samejima. Ook neemt hij het een keer op tegen Atticus (de broer van Alexis) en gaan er geruchten dat hij het ook opneemt tegen zijn eigen broertje, Syrus. In deze nieuwe serie zal hij gebruikmaken van de zogenaamde "Cyberdark Deck" (In het Japans neemt hij de titel Hell Kaiser aan). Als je het in het principe van yin en yang bekijkt, dan is de Cyber End Dragon het yang en de CyberDark Dragon het yin. Deze krijgt hij in bezit door Samejima te verslaan en het deck op te eisen. Hij komt terug in Seizoen 3 om iedereen uit de parallelle dimensie te halen door genoeg duel energie te maken met een duel met Jesse. Hij heeft ook nu hartproblemen door het vele gebruik van elektrodes in een Underground Duel. Hij gaat later per ongeluk samen met Aster naar nog een dimensie om te zoeken voor Jesse die niet meekwam om de energie te behouden die ze nodig hadden om terug te gaan. Hij is een grote hulp maar zijn hart conditie wordt erger. Hij sterft later in het tweede gevecht met Jesse (overgenomen door Yubel) door zijn hartproblemen maar het lukte hem om Cyber End Dragon als zijn symbool van kracht te maken. In het 4de seizoen zien je dat die nog leeft en komt er een duellist die de psycho style doet en Zane heeft de cyber style.
Dan ontdekken ze dat Zane geen hartproblemen heeft door de elektrodes maar door de cyberdark deck.
Decks: Eerst heeft hij het Cyber Dragon Deck, vooral gebaseerd om zijn Cyber Dragon fusies op te roepen met 'Power Bond'.
Vanaf het tweede seizoen gebruikt hij het Underworld deck met de Cyberdark kaarten. 
In het 4de seizoen geeft Zane zijn deck aan Syrus. Zane zegt dat die een nieuwe deck gaat maken. Dit wordt het Cyberroid deck genoemd.
Sterkste Kaarten: Chimeratech Overdragon

### Chazz Princeton
(万丈目 準 Manjōme Jun)
Deze kerel heeft zijn plaats in Obelisk Blue niet aan zijn goede resultaten te danken (die vallen wel mee), maar aan de invloed die zijn twee broers hebben. Zijn ene broer is de top van de politieke wereld, zijn andere is de beste in de financiële wereld. Hun plan is om Chazz de top van de Duel Monsters wereld te laten worden. Door deze druk is Chazz vlug gefrustreerd. Hij haat het om te verliezen en besluit na verlies tegen Jaden en Bastion dan ook de school te verlaten.
Op die trip wordt hij geconfronteerd met zijn beschermgeest: Ojama Yellow. Met dat mormel is hij allesbehalve tevreden, maar hij kan hem niet wegdoen om de een of andere reden.
Hij wordt aanvaard in de North Academy en wordt daar immens vlug de beste duellist. Hij krijgt dan ook al snel de bijnaam Manjoume Thunder* (In de Engelse versie noemt hij zichzelf The Chazz*). Sinds hij die bijnaam heeft móét hij ook zo aangesproken worden. Ook wordt hij dan uitgekozen als vertegenwoordiger voor het InterScholen duel. Dit tegen Jaden. Ook nu verliest hij. Dat is allesbehalve naar de zin van zijn broers en die dumpen hun plan om van Chazz een kampioen te maken en plannen wraak. Hij verlaat de Noordelijke School omdat hij nog onafgewerkt werk heeft in Duel Academy. Hij wordt met een glimlach aanvaard... in Slifer Red.
Chazz' broers nemen ze door een bod te doen om de school over te kopen. Chazz verslaat zijn oudste broer en herstelt zo deels zijn eer.
Duel na duel krijgt Chazz meer en meer Duel geesten in zijn kamer op bezoek, alhoewel hij dat niet echt wil. (Ojama Green en Black, een hoop geesten uit een vergeten put, de Dark Scorpions ...)
In het tweede seizoen ziet hij het licht en wordt hij de rechterhand van de Bad Guy Sartorius. Hij helpt hem en zijn Organisatie van het Licht (let. vertaald uit Japans)
Decks: Zijn oorspronkelijk deck is een Chtonian deck, maar als hij tegen Jaden moet duelleren krijgt hij zeldzame kaarten van Crowler en vormt hij zijn V-Z-deck. Later komen hierbij ook nog de Armed Dragon kaarten en de Ojama broers, wat dus uiteindelijk een V-Z/Armed Dragon/Ojama deck wordt. Hij duelleert op een gegeven moment met Jaden Yuki en zal dan gebruikmaken van de extreme kaarten die Sartorius hem gegeven heeft, de zogenaamde "White Knights". Jaden gebruikt zijn oude Ojama-kaarten tegen hem (zelfs een nieuwe, de Ojama-Knight, een fusie tussen Ojama Yellow en Ojama Green) en uiteindelijk zal hij terugkeren naar de zijde van Judai.
- zijn volledige bijnaam is 1, 10, 100, 1000, Thunder! Manjoume Thunder! Thunder! (Thunder staat hier voor 10.000 omdat een Donderslag uit 10.000 volt bestaat) Maar omdat dat nogal lang is, wordt het afgekort tot gewoon Manjoume Thunder.

(In de Engelse versie heeft hij de kreet: Chazz it up! Chazz it up!)
Sterkste Kaarten: Ojama King, Armed Dragon LV10, VWXYZ Dragon Catapult Cannon

### Bastion Misawa
(三沢 大地 Misawa Daichi)
Een jongen vol cijfers en intellect. Hij is het totaal tegenovergestelde van Jaden, die louter reageert en duelleert op instinct. Dankzij zijn hoge score op het ingangsexamen zit hij in Ra Yellow. Na een tijdje wordt hij een goede vriend van Jaden en zijn rivaal. Hij heeft altijd 6 decks bij zich, die in alle situaties handig kunnen zijn. Alle decks zijn uitgerekend in zijn hoofd en in zijn kamer. Het grootste deel van de tijd zijn de muren van zijn kamer dan ook volgeklad met wiskundige formules. Nadat hij Chazz heeft verslagen wordt hem aangeboden van naar Obelisk Blue te gaan, maar hij weigert. Hij kan dit niet doen zolang hij Jaden niet verslaat.
Decks: Zijn oorspronkelijke deck bestond uit veel sterke kaarten (in de 1e aflevering zien we hem spelen met Vorse Raider en Ring of Destruction). Nadat Chazz dit deck heeft weggegooid, onthult Bastion dat hij maar liefst zes decks heeft! Van deze zes zien we maar twee in actie.
De eerste is het Water Deck, gespeeld rond zijn Water Dragon kaart.
De tweede is het Earth Deck, waarbij hij speelt met Magnetische kaarten (de monsters lijken veel op de Magnet Warriors van Yugi . En hij heeft nog een extra deck om Jaden te verslaan
Sterkste Kaart: Water Dragon

### Dr. Vellian Crowler
(クロノス・デ・メディチ Kuronosu de Medichi)
Professor Crowler wil het liefst van al Slifer Red sluiten en Jaden zien vertrekken en zo snel mogelijk. Maar dat wordt meestal tenietgedaan.
Crowler heeft al vele plannetjes gesmeed om zijn doel te bereiken (super goede kaarten geven aan Chazz om Jaden te verslaan, Titan de fake Schaduw Duellist inhuren om Jaden de schrik van zijn leven te bezorgen. Belowski loslaten om Jadens zin om te duelleren te laten verdwijnen …)
Crowler vindt zichzelf een eerste klas duellist (in het engels verklaart hij steeds dat hij een PhD heeft in duelleren), maar iedereen die een tijdje op de academie zit weet dat dit allesbehalve waar is.
Professor Crowler' deck is gebaseerd op de Ancient Gear-serie van kaarten.
Sterkste Kaart: Ultimate Ancient Gear Golem

### Professor Lyman Banner
(大徳寺)Daitokuji-sensei)
Een leerkracht van Duel Academie en de studiemeester van Slifer Red. Hij lijkt op het eerste gezicht gemakzuchtig, maar is dat allesbehalve. Hij is een vriendelijk man, maar hij heeft toch enigszins gezag.
Hij is gefascineerd door archeologie en alchemie. Ook is hij onafscheidelijk van zijn kat Pharaoh.
Banner heeft echter een duister kantje die de mensen echter vlug vergeten.
Zijn deck is ook gebaseerd op alchemie.
Sterkste Kaart: Helios Tris Megistus

### Principal Sheppard
(鮫島)Samejima)
De directeur van Duel Academy. Hij is een hartelijke, vriendelijke oudere man die een erg groot hart heeft, maar zich makkelijk laat overtuigen.
Hij haat het als hij niets kan doen om te helpen. Hij zoekt dan ook steun bij zijn studenten en vraagt hen om hem te helpen.
Hij weet wie de echte meesterbrein is achter de Seven Stars, maar zegt niets (tot het te laat is, natuurlijk). Later in de tweede reeks zal hij voor het eerst duelleren met Zane en zal het blijken dat hij een Cyber deck gebruikt.
Sterkste Kaart: Cyber Ogre 2

### Junko & Momoe
(枕田 ジュンコ Makita Junko) & (浜口 ももえ Hamaguchi Momoe)(Jasmine & Mindy in de Engelse versie)
De twee hartsvriendinnen van Asuka. Ze moeien zich graag met alles dat gebeurt en willen alleen maar het 'beste' voor Asuka. Mindy is vliegensvlug verliefd op elke kerel die er een beetje knap uitziet, Jasmin is meer het analyse-type.
Sterkste Kaarten: Onbekend

### Atticus Rhodes
(天上院 吹雪 Tenjōin Fubuki)
De verdwenen broer van Alexis. Hij moest op een gegeven nacht van een zekere leraar naar de verboden afdeling en werd gedwongen in een Schaduw Duel. Hij verloor en is in de schaduwen terechtgekomen en verdwenen.
Later keert hij terug naar het eiland, maar niet op de manier die iedereen dacht. Later duelleert hij met Zane en wordt weer even Nightshroud, hij verliest alsnog en wordt weer normaal.
Decks: Officieel heeft hij een Idol deck (deze speelt hij in 1 aflevering). Maar vaak als we hem zien duelleren, gebruikt hij het Red Eyes Deck van Nightshroud (Darkness in de Japanse versie)
Sterkste Kaart: Red Eyes Darkness Metal Dragon

### Tome
(トメ Tome)(Miss Dorothy in de Engelse versie)
De eigenares van de Duel Monsters kaartwinkel op het eiland van Duel Academy. Ze rijdt met een mini-truck over het eiland die nogal veel stuk gaat. Ze is zeer vriendelijk tegen Judai en zijn vrienden en is bezorgd om Damon, een andere verdwenen student.

### Tyranno Hassleberry
(ティラノ剣山 Tirano Kenzan)
Een nieuwe student op het Duel Academy eiland en een nieuwe goede vriend van Jaden. Hij raakt dankzij zijn ingangsexamen in Ra Yellow. Hij is de vervanger van Chumley in Jadens trio. In de Japanse versie van de serie strijdt hij ook met Syrus om de titel die ze Jaden gaven (Aniki = grote broer). In de Amerikaanse versie gaat het om wie zich zijn beste vriend mag noemen. Door een ongeluk die Tyranno gehad heeft tijdens een opgraving, was hij haast zijn been kwijt. Dit was voorkomen, omdat ze een stuk dino-bot in zijn been zetten. Sindsdien heeft hij Dino-DNA (dit is te zien in het feit dat hij zijn ogen kan veranderen in reptielachtige spleetjes)
Deck: Tyranno speelt met een Dino Deck
Sterkste Kaart: Super Conducter Tyranno

### Aster Phoenix
(エド・フェニックス Edo Fenikkusu)
Een pro duellist die op wraak zint voor de moord op zijn vader. Daarom speelt hij met een Destiny-Hero deck, gelijkwaardig aan Jadens Elemental-Hero deck. Hij zoekt de moordenaar van zijn vader en straft zo criminelen. Hij is ook op zoek naar de zogenaamde 'Ultimate D-card', die net als de rest van zijn Destiny Heroes, door zijn vader is gemaakt Hij wordt door zijn manager en vriend Sartorius gemanipuleerd en helpt hem zonder te weten. Tijdens de serie ontdekt Aster wie zijn vader heeft vermoord (ontvoerd in de Engelse serie), namelijk een man genaamd: the D. Deze man heeft altijd voor Aster gezorgd, maar verklaart dat dit slechts een dekmantel was. De twee duelleren. Tijdens het duel ontdekt Aster dat D de kaart heeft die hij zocht: Destiny Hero Plasma. Door een super combo, blijkt dit monster onverslaanbaar, maar ook hiervoor heeft Aster een speciale kaart. Maar als hij Plasma wil aanvallen, blijkt dat Plasma bezeten is door 'the Light of Society' en bezit hij de zielen van iedereen die hij heeft vernietigd, inclusief Asters vader. Deze smeekt Aster om Plasma te vernietigen en hiermee te zuiveren. Dit doet Aster en hij verslaat de D, waardoor hij in het bezit komt van een gezuiverde Destiny Hero Plasma.
Sterkste Kaart: Destiny End Dragoon

### Vice-Principal Bonaparte
(ナポレオン Naporeon)
Een nieuwe persoon bij de administratie in het 2e seizoen. Hij wordt de partner van Crowler als die plaatsvervangend directeur is en probeert zijn plan door te voeren om Slifer Red te verwijderen van school. Hij is ook de vader van Marcel.
Deck: Bonaparte speelt met een Toy Army deck
Sterkste Kaart: Toy Emperor

### Emi Ayukawa
(鮎川 恵美 Ayukawa Emi)(Miss Fonda Fontaine in de Engelse versie)
Zij is de lerares van LO en de studiemeester van de meisjesafdeling van Obelisk Blue in de Duel Academie.
Sterkste Kaart: Fallen Angel Nurse Reficul

### Mr. Satyr
(樺山 Kabayama)
Hij is de studiemeester van Ra Yellow. Hij houdt van curry, maar voelt zich vaak eenzaam.
Sterkste Kaart: Curry Fiend

### Jesse Andersen
(Johan Anderson)
Hij is de beste van Noord Academie en gaat later naar Duel Academie, omdat Sheppard de beste van alle academies naar Duel Academie haalt. Hij is net zoals Jaden en vindt dat zijn kaarten zijn familie zijn. Hij bezit een heel speciaal deck genaamd de Crystal Beast deck wat bestaat uit kaarten die alleen hij heeft. Terwijl Duel Academie in een andere dimensie is krijgt hij de sterkste Crystal Beast: 
Rainbow Dragon. Deze gebruikt hij om Duel Academie terug naar de gewone wereld te krijgen. Hierdoor blijft hij zelf achter.
Als hij gevonden wordt, blijkt hij in de macht van Yubel te zijn en speelt Yubel Jesse met het Advanced Crystal Beast deck.
Tijdens het duel met Jaden, ontdekt Jaden dat Jesse in de Rainbow Dragon zit en dat hij deze moet zuiveren om hem te bevrijden. Jesse wordt gered en keert terug naar Noord Academie
Decks: Jesse heeft het Crystal Beast deck, die hij speciaal van Pegasus heeft gehad. Terwijl hij in de macht van Yubel is, gebruikt hij het Advanced Crystal Beast deck, vergelijkbaar met de Evil Hero's.
Sterkste Kaart: Rainbow Dragon

## Bad Guys

### Shoji & Chosaku Manjoume
(万丈目正司 Manjōme Shōji) & (万丈目長作 Manjōme Chōsaku)(Jagger & Slade Princeton in de Engelse versie)
De oudere broers van Jun Manjoume. Chosaku is de oudste van de drie en de top in de politieke wereld. Shoji is de middelste en is de top in de financiële wereld. Samen proberen ze de wereld te overheersen. Hun plan houdt in dat hun jongste broer, Jun Manjoume, de top wordt in de Duel Monsters-wereld en later de hele Game-wereld. Maar als Jun Manjoume op internationale tv verliest van Judai, schrappen ze dat plan en plannen ze alleen maar wraak op hun broer en de Duel Academy. Dat lukt echter zo vlug nog niet.
Sterkste Kaart: King Dragun

### De Duel Reus (Ohara & Kohara)
(大原 Ōhara) & (小原 Kohara)(Beauregard & Brier in de Engelse versie)
Een mysterieus duister figuur die de Obelisk Blue studenten een voor een verslaat en hun zeldzaamste kaarten steelt. Judai komt erachter dat het de Ra Yellow studenten Ohara en Kohara zijn, die wraak nemen voor de pesterijen die ze te verduren kregen omdat ze in daglicht schuchter zijn en niet onder stress niet goed kunnen duelleren. Judai laat ze gaan als ze beloven het niet meer te doen.
Sterkste Kaart: Goblin King

### Kagurazaka
(神楽坂 Kagurazaka)(Dimitri in de Engelse versie)
Nog een Ra Yellow student die de decks kopieert van andere duellisten en hen compleet kopieert. Maar al zijn duels floppen een na een. Daarom steelt hij Yugi's tentoongestelde deck. Maar dan komt hij Sho en Judai tegen. Judai krijgt het erg moeilijk, maar kan hem toch verslaan. Kagurazaka verontschuldigd zich voor het stelen, maar is blij dat hij positieve commentaar kreeg op zijn manier van duelleren.
Sterkste Kaart: Black Luster Soldier Envoy of the Beginning (Eigenlijk van Yugi maar hij stal zijn deck en zo gebruikte hij het tegen Jaden)

## The Shadow Riders
De Shadow Riders is een genootschap van zeven duellisten, die elk een speciaal voorwerp hebben met schaduwenergie (ze zijn vergelijkbaar met de Millennium Items). Hun doel is, om de zeven sleutels te bemachtigen die de 'Sacred Beast' kaarten kunnen bevrijden.

### Darkness
(ダークネス Dākunesu)(Nightshroud in de Engelse versie)
De eerste van de Seven Stars die Duel Academy onveilig maakt. Hij vindt zijn weg vlug naar Judai, aangezien ze beiden een mystiek amulet dragen, gekregen van de Gravekeepers.
Zijn deck is gebaseerd op vuur-type monsters en de Red Eyes Black Dragon.
Na een lang, slepend duel wordt hij verslagen door Judai, maar dan komen onze helden tot een schokkende vaststelling... Nightshroud is Fubuki Tenjouin/Atticus Rhodes.
Sterkste Kaart: Red Eyes Darkness Metal Dragon

### Camula
(カミューラ Kamyūra)
De tweede van de Seven Stars en de gevaarlijkste ook. Ze is een vampier en ze wil van iedereen die ze verslaat poppetjes maken. Haar zinnen zijn direct gezet op Ryo, maar eerst moet ze (tegen haar zin) Professor Chronos verslaan. Daarna verslaat ze Ryo (via chantage). Maar uiteindelijk gaat ze tegen de grond als haar troefkaart niet werkt tegen Judai.
Haar troefkaart, Illusion Gate moet om geactiveerd te worden een ziel als offer hebben. Hiermee wist ze Ryo te chanteren door Sho op het spel te zetten,
en wilde ze bij Judai ál zijn vrienden op het spel zetten.
Sterkste Kaart: Vampire Genesis

### Amezoness Taniya
(アマゾネス・タニヤ Amasonesu Taniya)
De derde van de Seven Stars. Een echte amazone die op zoek is naar een man. Haar zinnen zijn direct gezet op Misawa. Hij verliest van haar en dus houdt ze hem. Misawa probeert keer na keer opnieuw tegen haar, maar verliest constant, zodat ze hem ook dumpt.
Ook zij valt uiteindelijk tegen de instincten van Judai. Maar eens verslagen komen onze vrienden ook deze keer voor een verrassing te staan, vooral Misawa dan.
Ook zij heeft een kaart zoals Illusion Gate, maar dan de Field Card Amazonnes Arena, waarin na een gevecht de zielen van de duellisten moeten strijden.
Sterkste Kaart: Amazonness Tiger

### Titan
(タイタン Taitan)
Een Fake Schaduw duellist die tegen betaling mensen bang maakt via Duel Monsters. Hij wordt ingehuurd door Professor Chronos om Judai de schrik van zijn leven te bezorgen, maar schrikt serieus als de verboden afdeling échte schaduwkrachten heeft die zijn fake krachten serieus overheersen. Later keert hij terug als lid van de Seven Stars, gehersenspoeld door de schaduwen.
Sterkste Kaart: Matador Fiend

### The Dark Scorpions
De vierde van de Seven Stars is Don Zaloog, leider van de Dark Scorpions. Verder zijn de Dark Scorpions Chick, Gorg, Cliff en Maenae... Klinken de namen bekend in je oren? Tuurlijk, aangezien het de geesten zijn van Duel Monsterkaarten met dezelfde namen.
Ze slagen erin de resterende sleutels te stelen van onze helden, maar kunnen ze niet activeren, aangezien ze niet verkregen zijn in een duel. Daarom duelleren ze met Manjoume. Ze verliezen uiteindelijk tegen zijn Ojama King en feesten hun verlies weg in Manjoumes kamer. (Waarom denk je dat hij de laatste tijd met oordopjes slaapt?)
Sterkste Kaart: Mustering of the Dark Scorpions/Dark Scorpion Combination

### Abidos the Third
(アビドス3世 Abidosu Sanse)
De vijfde van de Seven Stars is een legendarische farao die nooit verslagen is geweest in zijn hele leven. Klinkt net als Yami Yugi... alleen is hij een fake, aangezien zijn bedienden hem altijd lieten winnen. Judai hoeft dan ook niet veel moeite te doen om hem te verslaan.
Sterkste Kaart: Spirit of the Pharaoh

### Amnael
(アムナエル Amunaeru)
De 7e van de Shadow Riders is de mystieke Amnael. Hij draagt een masker, maar zijn stem, zijn gestalte, de reactie van Pharaoh, die rare mummie. Amnael is werkelijk Prof. Banner.
Sterkste Kaart: Helios Tris Megistus

### Kagemaru
(影丸)
Het meesterbrein achter de Seven Stars. Hij kan de zeldzame kaarten ontsluiten en neemt het uiteindelijk op tegen Judai.
Sterkste Kaart: The Sacred Beast Cards

## The Society of Light

### Sartorius
(斎王琢磨 Takuma Saiou)
De manager van Aster Phoenix. Doordat The Light of Destruction via Asters pleegouder The D hem Destiny Hero Plasma/Bloo-D geeft komt hij in de macht van het licht. Hij kan in de toekomst kijken via Tarotkaarten. Hij is van plan controle te nemen over Duel Academy.
Sterkste Kaart: Arcana Force EX: The Light Ruler/Arcana Force EX : The Dark Ruler